# Wienerfilharmonikernas nyårskonsert 1947

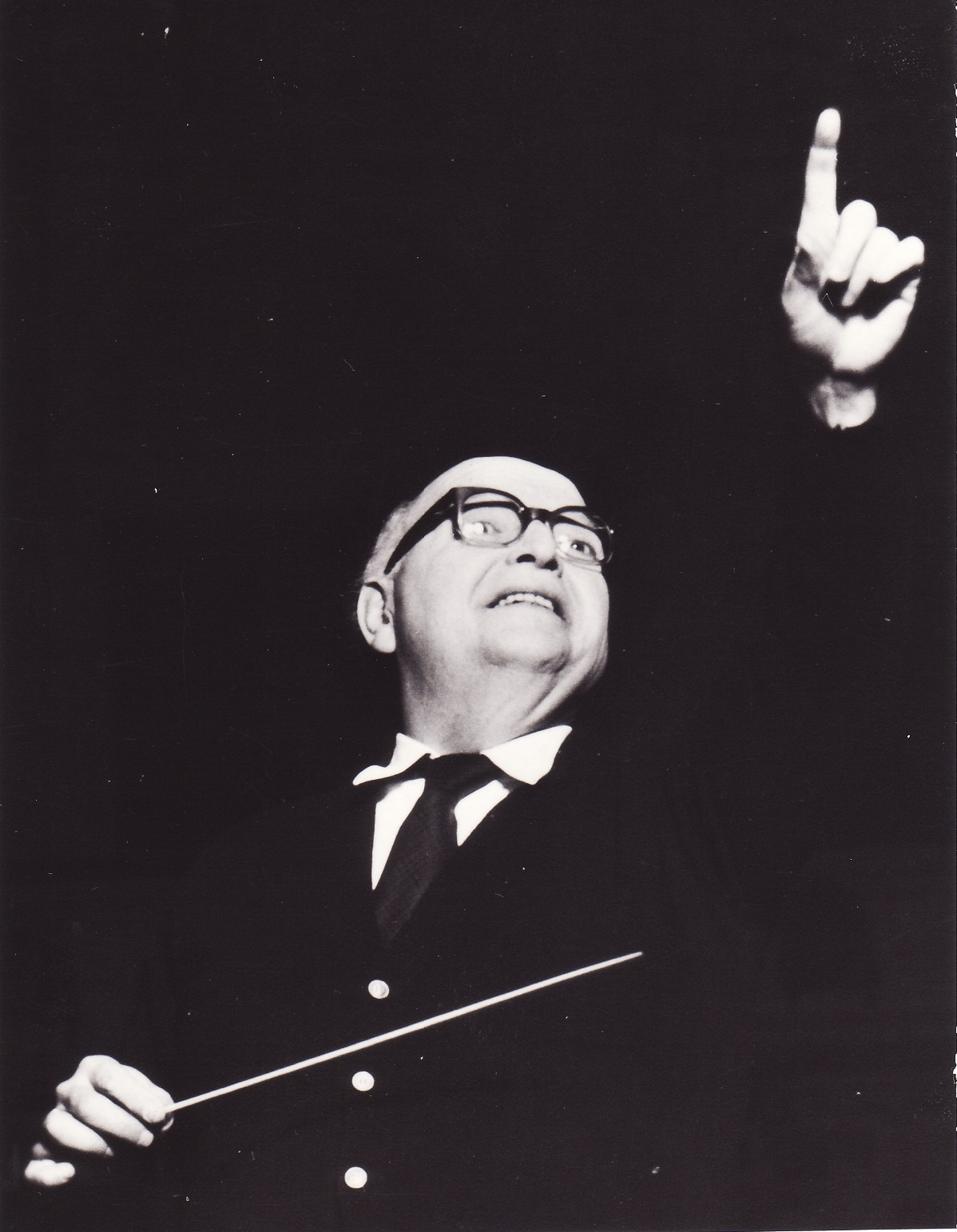
Josef Krips.

Wienerfilharmonikernas nyårskonsert 1947 räknas som den sjunde nyårskonserten från Wien och ägde rum den 1 januari 1947 i Wiens Musikverein. Den dirigerades för andra och sista gången av Josef Krips.

## Historia
Strikt räknat var det Wienerfilharmonikernas andra Nyårskonsert, eftersom det inte var förrän 1946 som Josef Krips introducerade denna titel, som behölls 1947 och därefter. Dessutom var det den åttonde Årsskifteskonserten, för vid årsskiftet 1939/40 gavs det en Außerordentliches Konzert (extraordinär konsert) av Wienerfilharmonikerna, som dock ägde rum på Nyårsafton 1939. Från 1941 dirigerades den av Clemens Krauss, som dock förbjöds att dirigera på grund av sin närhet till nazistregimen.
Josef Krips tog över Wienerfilharmonikernas nyårskonsert 1946 och även denna konsert. När hans kontrakt upphävdes 1948 togs det över igen av Clemens Krauss. Josef Krips tackades inte för sina prestationer.

## Programm

### Huvudprogram
1. Johann Strauss den yngre: Ouvertyr till operetten Det lustiga kriget*
2. Josef Strauss: Dorfschwalben aus Österreich, vals, op. 235*
3. Johann Strauss den yngre: Annen-Polka, op. 117
4. Josef Strauss: Eingesendet, Polka schnell, op. 240
5. Johann Strauss den yngre: Wein, Weib und Gesang, vals, op. 437*
6. Josef Strauss: Extempore, Polka française, op. 241*
7. Johann Strauss den yngre: Banditen-Galopp, op. 378*
8. Johann Strauss den yngre: Ouvertyr till operetten Waldmeister*
9. Johann Strauss den yngre: Freuet euch des Lebens, Walzer, op. 340*
10. Johann Strauss den äldre: Piefke und Pufke, Polka, op. 235*
11. Johann Strauss den yngre: Kaiser-Walzer, op. 437
12. Johann Strauss den yngre och Josef Strauss: Pizzicato-Polka
13. Johann Strauss den yngre: Perpetuum mobile, Musikalischer Scherz, op. 257
14. Johann Strauss den yngre: Ouvertyr till operetten Die Fledermaus

### Extranummer
1. Johann Strauss den äldre: Radetzkymarsch, op. 228

Verkförteckningen och verkens ordning finns på Wienerfilharmonikernas webbplats.
De verk markerade med * stod för första gången på programmet till en Nyårskonsert.

## Se vidare
- Josef Krips, Dirigent
- Wienerfilharmonikerna

## Webblänkar
- Das Programm des Neujahrskonzerts 1947 auf wienerphilharmoniker.at